# E poi si vede
E poi si vede è un film del 2025 diretto da Giovanni Calvaruso.
Si tratta del primo lungometraggio della coppia comica I Sansoni, composta dai fratelli Fabrizio e Federico Sansone.

## Trama
Tre case, tre ragazzi, lo stesso obiettivo: vincere il concorso per un posto da impiegato nell'ufficio legale del Comune. Federico, laureato in giurisprudenza, ma solo per compiacere il padre consigliere, spera in una sua raccomandazione; Fabrizio, avvocato sulla carta ma non praticante nella vita, tenta di superare l'ennesima prova statale e Luca che da quando è nato ha avuto sempre la strada spianata. Solo per uno di loro si realizzerà il sogno di una vita, fin quando le cose non prenderanno una piega inaspettata. 

## Produzione
Il film, diretto da Giovanni Calvaruso e scritto dal duo comico composto da Fabrizio Sansone e Federico Sansone con Fabrizio Testini, è stato prodotto da Warner Bros. Italia e Greenboo Production.
Il film è stato girato in gran parte nella città di Trapani, le cui immagini sono assai presenti nel film.

## Promozione
Il primo trailer del film è stato diffuso il 18 febbraio 2025.

## Distribuzione
Il film è stato distribuito nelle sale cinematografiche italiane dal 27 marzo 2025.

## Accoglienza

### Incassi
Il film ha incassato 426975 €.

### Critica
Il film è stato accolto con recensioni generalmente favorevoli da parte della critica cinematografica.